# イサーク・トゥーレ
イサーク・トゥーレ（Isaak Touré, 2003年3月28日 - ）は、フランスのプロサッカー選手。ウディネーゼ・カルチョ所属。ポジションはディフェンダー（センターバック）。
2025年現在、現役プロサッカー選手で世界最長身長選手の1人である。

## 経歴

### クラブ
2020年7月11日、下部組織に所属していたル・アーヴルと初のプロ契約を交わした。8月29日、リーグ・ドゥ第2節のアミアン戦で89分から交代出場し、プロデビュー。10月11日に左足首を負傷し、23日には手術を受けたため、その後長期間プレイすることができなかった。
2022年6月30日、5年契約でオリンピック・マルセイユに移籍。
2023年1月3日、シーズン終了までの契約でオセールに期限つき移籍（買い取りオプションは設定されていない）。1月11日のトゥールーズ戦で、ギデオン・メンサーとの交代で移籍後初出場。3日後のRCランス戦では先発出場したが、2度の警告を受け65分に退場となった。3月3日、第26節のニース戦で堅守をみせ1-1で引き分け、一時的に降格圏内から脱出することに貢献。トゥーレはディフェンス陣の中心として地位を確立し、監督のクリストフ・ペリシエからは、集中力や攻撃時のセットプレイに課題があるものの、フィジカルの強さ、積極性、ボールコントロールの巧さを高く評価された。
5月7日、リーグ第34節のクレルモン戦でプロ初ゴールを記録。オセールは17位でこのシーズンを終え、リーグ・ドゥに降格となったが、自身は途中加入ながら後半の19試合に出場し、そのうち18試合は先発出場であった。
2023年9月1日、5年契約でロリアンに移籍。第5節のモナコ戦では、試合終盤にパワープレー要員として前方に配置され、同点弾をアシストした。
2024年8月30日、イタリアのウディネーゼに1シーズンのローン移籍。

### 代表
2019年からフランスの世代別代表に選出されている。
2023 FIFA U-20ワールドカップに向けたU-20代表メンバーの候補に挙がっていたが、オセールはチームの主力となっていたトゥーレの派遣を拒否した。

## 個人成績
| 国内大会個人成績 | 国内大会個人成績 | 国内大会個人成績 | 国内大会個人成績 | 国内大会個人成績 | 国内大会個人成績 | 国内大会個人成績 | 国内大会個人成績 | 国内大会個人成績 | 国内大会個人成績 | 国内大会個人成績 | 国内大会個人成績 |
| 年度             | クラブ           | 背番号           | リーグ           | リーグ戦         | リーグ戦         | リーグ杯         | リーグ杯         | オープン杯       | オープン杯       | 期間通算         | 期間通算         |
| 年度             | クラブ           | 背番号           | リーグ           | 出場             | 得点             | 出場             | 得点             | 出場             | 得点             | 出場             | 得点             |
| フランス         | フランス         | フランス         | フランス         | リーグ戦         | リーグ戦         | F・リーグ杯      | F・リーグ杯      | フランス杯       | フランス杯       | 期間通算         | 期間通算         |
| ---------------- | ---------------- | ---------------- | ---------------- | ---------------- | ---------------- | ---------------- | ---------------- | ---------------- | ---------------- | ---------------- | ---------------- |
| 2020-21          | ル・アーヴル     | 36               | リーグ・ドゥ     | 1                | 0                | -                | -                | 0                | 0                | 1                | 0                |
| 2021-22          | ル・アーヴル     | 6                | リーグ・ドゥ     | 17               | 0                | -                | -                | 0                | 0                | 17               | 0                |
| 2022-23          | マルセイユ       | 18               | リーグ・アン     | 5                | 0                | -                | -                | -                | -                | 5                | 0                |
| 2022-23          | オセール         | 95               | リーグ・アン     | 19               | 1                | -                | -                | 1                | 0                | 20               | 1                |
| 2023-24          | ロリアン         | 95               | リーグ・アン     | 24               | 1                | -                | -                | 0                | 0                | 24               | 1                |
| イタリア         | イタリア         | イタリア         | イタリア         | リーグ戦         | リーグ戦         | イタリア杯       | イタリア杯       | オープン杯       | オープン杯       | 期間通算         | 期間通算         |
| 2024-25          | ウディネーゼ     | 95               | セリエA          | 12               | 1                | 2                | 0                | -                | -                | 14               | 1                |
| 通算             | フランス         | フランス         | リーグ・ドゥ     | 18               | 0                | -                | -                | 0                | 0                | 18               | 0                |
| 通算             | フランス         | フランス         | リーグ・アン     | 48               | 2                | -                | -                | 1                | 0                | 49               | 2                |
| 通算             | イタリア         | イタリア         | セリエA          | 12               | 1                | 2                | 0                | -                | -                | 14               | 1                |
| 総通算           | 総通算           | 総通算           | 総通算           | 78               | 3                | 2                | 0                | 1                | 0                | 81               | 3                |